# Sporting Étoile Club de Bastia 1972-1973
Questa voce raccoglie le informazioni riguardanti lo Sporting Étoile Club de Bastia nelle competizioni ufficiali della stagione 1972-1973.

## Maglie e sponsor
Lo sponsor tecnico per la stagione 1971-1972 è Le Coq Sportif. Nelle gare di Coppa di Francia viene inoltre utilizzato Perrier come sponsor ufficiale. Nel corso della stagione vengono utilizzate tre varianti diverse della divisa.
| Manica sinistra · Manica sinistra · Maglietta · Maglietta · Manica destra · Manica destra · Pantaloncini · Pantaloncini · Calzettoni · Calzettoni | Manica sinistra · Manica sinistra · Maglietta · Maglietta · Manica destra · Manica destra · Pantaloncini · Calzettoni | Manica sinistra · Manica sinistra · Maglietta · Maglietta · Manica destra · Manica destra · Pantaloncini · Calzettoni | Manica sinistra · Maglietta · Manica destra · Pantaloncini · Calzettoni | Manica sinistra · Manica sinistra · Maglietta · Maglietta · Manica destra · Manica destra · Pantaloncini · Calzettoni |  |

## Rosa
| N. |                       | Ruolo | Calciatore         |
| -- | --------------------- | ----- | ------------------ |
|    | Jugoslavia (bandiera) | P     | Ilija Pantelić     |
|    | Francia (bandiera)    | P     | Guy Rossat         |
|    | Italia (bandiera)     | D     | Vittorio Mosa      |
|    | Francia (bandiera)    | D     | Jean-Louis Hodoul  |
|    | Francia (bandiera)    | D     | Jean-Louis Luccini |
|    | Francia (bandiera)    | D     | Charles Orlanducci |
|    | Jugoslavia (bandiera) | D     | Cvetko Savković    |
|    | Francia (bandiera)    | D     | Jean-Claude Tosi   |
|    | Francia (bandiera)    | D     | José Graziani      |
|    | Francia (bandiera)    | D     | Gilbert Ravanello  |

| N. |                    | Ruolo | Calciatore           |
| -- | ------------------ | ----- | -------------------- |
|    | Francia (bandiera) | C     | Serge Lenoir         |
|    | Francia (bandiera) | C     | Denis Bauda          |
|    | Francia (bandiera) | C     | Georges Calmettes    |
|    | Francia (bandiera) | C     | Claude Papi          |
|    | Francia (bandiera) | C     | Jean-Pierre Giordani |
|    | Francia (bandiera) | C     | Alain Santucci       |
|    | Francia (bandiera) | A     | Marc Kanyan Case     |
|    | Francia (bandiera) | A     | François Félix       |
|    | Francia (bandiera) | A     | Jacques Zimako       |
|    | Francia (bandiera) | A     | Michel Chaumeton     |

## Calciomercato
| Acquisti | Acquisti           | Acquisti            | Acquisti |
| R.       | Nome               | da                  | Modalità |
| -------- | ------------------ | ------------------- | -------- |
| D        | Jean-Louis Hodoul  | Olympique Marsiglia |          |
| D        | Charles Orlanducci | Red Star            |          |
| D        | Gilbert Ravanello  | Olympique Lione     |          |
| C        | Serge Lenoir       | Rennes              |          |
| C        | Dénis Bauda        | Metz                |          |
| A        | Michel Chaumeton   | Olympique Marsiglia |          |

| Cessioni | Cessioni              | Cessioni            | Cessioni |
| R.       | Nome                  | a                   | Modalità |
| -------- | --------------------- | ------------------- | -------- |
| C        | Georges Franceschetti | Olympique Marsiglia |          |
| C        | Robert Buigues        | Olympique Marsiglia |          |
| C        | Régis Laguesse        | Laval               |          |
| C        | Jean-Pierre Dogliani  | Monaco              |          |

## Risultati

### Division 1

#### Girone di andata
| Bastia 9 agosto 1972 1ª giornata | Bastia | 0 – 0 referto | Nantes | Stadio Armand Cesari (7 486 spett.)\| Arbitro: \| Wurtz \| |
| Arbitro:                         | Wurtz  |               |        |                                                            |

| Arbitro: | Besory |

|                       |           |            |
| Guermeur 2’ David 65’ | Marcatori | 12’ Kanyan |

| Bastia 23 agosto 1972 3ª giornata | Bastia | 0 – 0 referto | Olympique Marsiglia | Stadio Armand Cesari (8 955 spett.)\| Arbitro: \| Machin \| |
| Arbitro:                          | Machin |               |                     |                                                             |

| Arbitro: | Bacou |

|                |           |  |
| Yegba Maya 51’ | Marcatori |  |

| Arbitro: | Héliès |

|                               |           |              |
| Papi 24’ Félix 32’ Lenoir 84’ | Marcatori | 90’ Goraguer |

| Arbitro: | Pawlik |

|                            |           |  |
| Onnis 15’ (rig.) Simon 66’ | Marcatori |  |

| Arbitro: | Kitabdjian |

|                           |           |                                       |
| Kanyan 22’, 42’ Félix 68’ | Marcatori | 44’ Larqué 65’ Santini 79’ Sanlaville |

| Arbitro: | Lefebvre |

|  |           |                                    |
|  | Marcatori | 22’ Félix 55’, 57’ Kanyan 80’ Papi |

| Arbitro: | Coquerille |

|           |           |  |
| Kanyan 9’ | Marcatori |  |

| 1972 10ª giornata | Metz | 3 – 2 | Bastia |  |

| 1972 11ª giornata | Bastia | 3 – 0 | Red Star |  |

| 1972 12ª giornata | Bordeaux | 1 – 1 | Bastia |  |

| 1972 13ª giornata | Bastia | 2 – 0 | Angers |  |

| 1972 14ª giornata | Sedan | 2 – 1 | Bastia |  |

| 1972 15ª giornata | Bastia | 3 – 0 | Nîmes |  |

| Arbitro: | Wurtz |

|          |           |  |
| Huck 16’ | Marcatori |  |

| 4 aprile 1973 17ª giornata | Bastia | 1 – 1 | Olympique Lione |  |

| Arbitro: | Rives |

|           |           |  |
| Félix 22’ | Marcatori |  |

| Arbitro: | Poncin |

|                                       |           |                |
| Flores 4’ Vicq 25’ (rig.) Curbelo 83’ | Marcatori | 15’, 28’ Félix |

#### Girone di ritorno
| Arbitro: | Mouchotte |

|                                       |           |  |
| Papi 20’ Calmettes 26’ Félix 82’, 90’ | Marcatori |  |

| Arbitro: | Coquerille |

|            |           |  |
| Bonnel 42’ | Marcatori |  |

| Arbitro: | Didier |

|                    |           |  |
| Bauda 10’ Papi 69’ | Marcatori |  |

| Arbitro: | Verbecke |

|                                   |           |                      |
| Guinot 26’ Melić 53’ Goraguer 83’ | Marcatori | 20’ Félix 81’ Kanyan |

| Arbitro: | Meeus |

|            |           |         |
| Lenoir 49’ | Marcatori | 7’ Rico |

| Arbitro: | Espié |

|                       |           |            |
| Piazza 71’ Larqué 82’ | Marcatori | 60’ Kanyan |

| Arbitro: | Frère |

|                          |           |  |
| Lenoir 32’ Papi 55’, 68’ | Marcatori |  |

| Arbitro: | Bacou |

|  |           |          |
|  | Marcatori | 9’ Félix |

| 1973 28ª giornata | Bastia | 4 – 0 | Metz |  |

| 1973 29ª giornata | Red Star | 2 – 2 | Bastia |  |

| 1973 30ª giornata | Bastia | 1 – 1 | Olympique Lione |  |

| 1973 31ª giornata | Bastia | 1 – 1 | Bordeaux |  |

| 1973 32ª giornata | Angers | 3 – 0 | Bastia |  |

| 1973 33ª giornata | Bastia | 3 – 0 | Sedan |  |

| 1973 34ª giornata | Nîmes | 2 – 1 | Bastia |  |

| Arbitro: | Meeus |

|                           |           |  |
| Félix 22’ Lenoir 27’, 46’ | Marcatori |  |

| Arbitro: | Coquerille |

|                        |           |  |
| Rostagni 70’ Floch 80’ | Marcatori |  |

| Arbitro: | Uhlen |

|                               |           |            |
| Félix 40’ Papi 44’ Kanyan 65’ | Marcatori | 90’ Flores |

| Arbitro: | Bancourt |

|             |           |  |
| Couécou 38’ | Marcatori |  |

### Coppa di Francia
| Arbitro: | Bancourt |

|                   |           |  |
| Félix 1’ Papi 56’ | Marcatori |  |

| Arbitro: | Héliès |

|                                            |           |                     |
| Floch 40’ Léandri 77’ Djorkaeff 87’ (rig.) | Marcatori | 5’ Lenoir 25’ Félix |

### Coppa delle Coppe
| Ajaccio 14 settembre 1972 Primo turno - andata | Bastia | 0 – 0 referto | Atlético Madrid | Stadio François Coty (8 000 circa spett.)\| Arbitro: \| Schaut \| |
| Arbitro:                                       | Schaut |               |                 |                                                                   |

| Arbitro: | Gonella |

|                          |           |           |
| Salcedo 33’ Aragonés 58’ | Marcatori | 21’ Félix |

### Challenge des champions
| Arbitro: | Ulhen |

|                                                     |           |                                      |
| Kanyan 15’ Félix 24’ Papi 33’ (rig.) Lenoir 59’ 88’ | Marcatori | 31’ (rig.) Skoblar 81’ Franceschetti |

## Statistiche

### Statistiche dei giocatori
| Giocatore      | Division 1 | Division 1 | Division 1  | Division 1 | Coppa di Francia | Coppa di Francia | Coppa di Francia | Coppa di Francia | Coppa delle Coppe | Coppa delle Coppe | Coppa delle Coppe | Coppa delle Coppe | Totale   | Totale | Totale      | Totale     |
| Giocatore      | Presenze   | Reti       | Ammonizioni | Espulsioni | Presenze         | Reti             | Ammonizioni      | Espulsioni       | Presenze          | Reti              | Ammonizioni       | Espulsioni        | Presenze | Reti   | Ammonizioni | Espulsioni |
| -------------- | ---------- | ---------- | ----------- | ---------- | ---------------- | ---------------- | ---------------- | ---------------- | ----------------- | ----------------- | ----------------- | ----------------- | -------- | ------ | ----------- | ---------- |
| D. Bauda       | 38         | 2          | 0           | 0          | 2                | 0                | 0                | 0                | 2                 | 0                 | 0                 | 0                 | 42       | 2      | 0           | 0          |
| G. Calmettes   | 21         | 1          | 0           | 0          | 2                | 0                | 0                | 0                | 1                 | 0                 | 0                 | 0                 | 24       | 1      | 0           | 0          |
| M. Chaumeton   | 3          | 1          | 0           | 0          | 0                | 0                | 0                | 0                | 0                 | 0                 | 0                 | 0                 | 3        | 1      | 0           | 0          |
| F. Félix       | 38         | 17         | 0           | 0          | 2                | 2                | 0                | 0                | 2                 | 1                 | 0                 | 0                 | 42       | 20     | 0           | 0          |
| J.P. Giordani  | 27         | 1          | 0           | 0          | 2                | 0                | 0                | 0                | 2                 | 0                 | 0                 | 0                 | 31       | 1      | 0           | 0          |
| J. Graziani    | 0          | 0          | 0           | 0          | 0                | 0                | 0                | 0                | 0                 | 0                 | 0                 | 0                 | 0        | 0      | 0           | 0          |
| J.L. Hodoul    | 32         | 0          | 0           | 0          | 2                | 0                | 0                | 0                | 1                 | 0                 | 0                 | 0                 | 35       | 0      | 0           | 0          |
| M. Kanyan Case | 36         | 12         | 0           | 0          | 2                | 0                | 0                | 0                | 2                 | 0                 | 0                 | 0                 | 40       | 12     | 0           | 0          |
| S. Lenoir      | 37         | 10         | 0           | 0          | 1                | 1                | 0                | 0                | 2                 | 0                 | 0                 | 0                 | 40       | 11     | 0           | 0          |
| J.L. Luccini   | 22         | 0          | 0           | 0          | 0                | 0                | 0                | 0                | 2                 | 0                 | 0                 | 0                 | 24       | 0      | 0           | 0          |
| V. Mosa        | 26         | 0          | 0           | 0          | 0                | 0                | 0                | 0                | 2                 | 0                 | 0                 | 0                 | 28       | 0      | 0           | 0          |
| C. Orlanducci  | 16         | 1          | 0           | 0          | 2                | 0                | 0                | 0                | 0                 | 0                 | 0                 | 0                 | 18       | 1      | 0           | 0          |
| I. Pantelić    | 32         | -?         | 0           | 1          | 2                | -?               | 0                | 0                | 2                 | -?                | 0                 | 0                 | 36       | -?     | 0           | 1          |
| C. Papi        | 35         | 11         | 0           | 0          | 2                | 1                | 0                | 0                | 1                 | 0                 | 0                 | 0                 | 38       | 12     | 0           | 0          |
| G. Ravanello   | 12         | 0          | 0           | 0          | 2                | 0                | 0                | 0                | 0                 | 0                 | 0                 | 0                 | 14       | 0      | 0           | 0          |
| G. Rossat      | 6          | -?         | 0           | 0          | 0                | 0                | 0                | 0                | 2                 | 0                 | 0                 | 0                 | 8        | 0+     | 0           | 0          |
| A. Santucci    | 4          | 1          | 0           | 0          | 0                | 0                | 0                | 0                | 0                 | 0                 | 0                 | 0                 | 4        | 1      | 0           | 0          |
| C. Savković    | 26         | 1          | 0           | 0          | 1                | 0                | 0                | 0                | 2                 | 0                 | 0                 | 0                 | 29       | 1      | 0           | 0          |
| J.C. Tosi      | 21         | 0          | 0           | 0          | 0                | 0                | 0                | 0                | 2                 | 0                 | 0                 | 0                 | 23       | 0      | 0           | 0          |
| J. Zimako      | 10         | 1          | 0           | 0          | 0                | 0                | 0                | 0                | 0                 | 0                 | 0                 | 0                 | 10       | 1      | 0           | 0          |